# Arthur Paget (diplomat)
Arthur Paget, född den 15 januari 1771, död den 26 juli 1840, var en brittisk diplomat. Han var son till Henry Paget, 1:e earl av Uxbridge bror till Henry Paget, 1:e markis av Anglesey och Edward Paget samt far till Augustus Berkeley Paget.
Paget var en av Napoleontidens mest kända engelska diplomater. Han verkade som envoyé i Wien (1801–1806) energiskt för tillkomsten av tredje koalitionen mot Napoleon samt sökte som envoyé i Konstantinopel (1807–1809) förgäves avhålla sultanen från att ingå allians med Frankrike.